# Henry Mauran
Honoré Henry Louis César Mauran est, à deux reprises, ministre d'État de Monaco par intérim en 1932 et 1937 sous le règne du prince Louis II.